# Epistemma decurrens
Epistemma decurrens är en oleanderväxtart som beskrevs av H. Huber. Epistemma decurrens ingår i släktet Epistemma och familjen oleanderväxter. Inga underarter finns listade i Catalogue of Life.